# Monoceromyia
Monoceromyia is een vliegengeslacht uit de familie van de zweefvliegen (Syrphidae).

## Soorten
- M. floridensis (Shannon, 1922)